# 松田敏之
松田 敏之（まつだ としゆき、1978年6月15日 - ）は、日本の実業家。岡山県出身。旧姓は小嶋。
小嶋光信（両備ホールディングス代表取締役会長兼最高経営責任者）の次男で、同社代表取締役社長や、両備システムズ代表取締役社長、サルボ両備代表取締役社長など、両備グループ各種企業の代表取締役を務める。伯父（父の兄）は外交官の小嶋光昭。

## 人物・経歴
岡山県生まれ。小嶋光信の次男として生まれ、両備グループ創業家松田基の養子となった。英数学館高校を経て、2003年に中央大学経済学部を卒業後、住友信託銀行（のちの三井住友信託銀行）に入行。2009年両備ホールディングス常務取締役。2011年両備ホールディングス専務取締役。2014年両備ホールディングス代表取締役副社長。2018年サルボ両備代表取締役社長。2019年から両備ホールディングス代表取締役社長 兼両備システムズ代表取締役社長、両備システムイノベーションズ代表取締役社長、両備システムソリューションズ代表取締役社長、リオス代表取締役社長、両備モーターズ代表取締役社長、両備リソラ代表取締役社長、シンク代表取締役、両備住宅代表取締役、青野石油店代表取締役。